# Cosmoscow
Cosmoscow — международная ярмарка современного искусства. С 2015 года ежегодно проходит в московском Гостином дворе. В 2017 году на базе ярмарки был учрежден Фонд поддержки современного искусства Cosmoscow.

## История ярмарки Cosmoscow
Первая ярмарка Cosmoscow состоялась с 17 по 19 декабря 2010 года на территории фабрики «Красный Октябрь». Название ярмарки, по мнению её основателя и директора Маргариты Пушкиной, построено на игре слов и должно рождать «ассоциацию с „because Moscow“».
2-я ярмарка состоялась после длительного перерыва в сентябре 2014 года в московском Манеже. В этом же году после 9 лет работы в аукционном доме Christie’s к проекту в качестве директора присоединилась Сандра Недвецкая. В рамках второй ярмарки фонд V-A-C («Виктория — искусство быть современным») и МСИА (Музей современного искусства Антверпена) анонсировали запуск ежегодной программы, направленной на продвижение нового поколения русских художников и расширение сфер деятельности обеих организаций. В первый же день ярмарки из четырёх финалистов был выбран победитель, художница Таус Махачева, работу которой фонд «Виктория — Искусство быть современным» купил и подарил Музею современного искусства в Антверпене.
3-й выпуск ярмарки Cosmoscow состоялся в 2015 году. Ярмарка проходила с 10 по 13 сентября в Гостином Дворе. В ярмарке приняло участие 34 галереи, а число посетителей превысило 14 000 человек. В рамках выпуска вновь с успехом прошёл благотворительный аукцион Off white в пользу Фонда «Обнаженные сердца», собравший более €160 000.
С 9 по 11 сентября 2016 года в Гостином Дворе состоялся 4-й выпуск Cosmoscow. За все дни работы ярмарку посетило порядка 16 000 человек. Совместно со стратегическим партнёром была учреждена Премия Credit Suisse и Cosmoscow для молодых художников. Победителями по решению международной экспертной комиссии стали Анастасия Богомолова из Челябинска, Илья Долгов из Кронштадта и Анастасия Кузьмина из Москвы.
5-я Международная ярмарка современного искусства Cosmoscow прошла в Гостином дворе с 7 по 10 сентября 2017 года. Количество посетителей за 4 дня составило 19 200 человек. Гостями закрытого превью для коллекционеров стали более 3 000 человек. В ярмарке приняло участие 54 галереи из России, Европы, США и Ближнего Востока. Впервые на Cosmoscow был учрежден приз «Лучший стенд» и первым победителем стала московская галерея Fragment Gallery, которую выбрало международное экспертное жюри. Галерея-победитель получила возможность бесплатно принять участие в ярмарке следующего года.  На ярмарке было объявлено об учреждении Фонда поддержки современного искусства Cosmoscow, который стал логичным продолжением некоммерческих инициатив ярмарки. В рамках проектов Фонда, посетители ярмарки познакомились с работами «Художника года» Ивана Горшкова и группировки ЗИП, которых представила «Институция года» ЦСИ «Типография». Третьяковская галерея была названа «Музеем года» Cosmoscow 2017 и для пополнения своей коллекции выбрала работы российского художника Андрея Кузькина, которые были впоследствии подарены Фондом. Также был объявлен победитель Премии Credit Suisse и Cosmoscow для молодых художников: по решению международного экспертного жюри им стал 26-летний Артем Филатов из Нижнего Новгорода. 
6-я ярмарка Cosmoscow прошла в Гостином Дворе с 7 по 9 сентября 2018 года. За время работы ее посетило порядка 19 000 человек. В Cosmoscow 2018 приняли участие 66 галерей из России, Европы, США и Ближнего Востока, представившие работы более 250 художников. Звание «Лучшего стенда» разделили две галереи – «Х. Л. А. М.» и Osnova Gallery. В рамках Перекрестного года культуры Катара и России 2018 на ярмарке была представлена выставка современного катарского искусства «What we are made of». На открытии ярмарки была объявлена победительница Премии Credit Suisse и Cosmoscow 2018: по решению международного жюри ей стала Ася Маракулина (Санкт-Петербург). «Музеем года» Cosmoscow 2018 стал Пушкинский музей, которому Фонд Cosmoscow передал в дар пять видеоработ «Художника года» Таус Махачевой. На ярмарке художница представила проект «Кольцевая». Казанский центр современной культуры «Смена», названный «Институцией года», показал в Гостином дворе работы художников, ставших заметными благодаря деятельности Центра. Впервые была показана работа победителя гранта Ruinart Art Patronat, нацеленного на создание сайт-специфической работы специально для ярмарки. Им стал Алексей Мартинс с диптихом «Черный лес. Черное небо».
7-й выпуск ярмарки состоялся в Гостином дворе с 6 по 8 сентября 2019 года. Preview и последовавшую за ним трехдневную публичную программу Cosmoscow в общей сложности посетило рекордное число гостей – более 22 000 человек. В ярмарке приняли участие 67 галерей и более 300 художников из 14 стран. «Лучшим стендом» стал Artwin Gallery. На открытии ярмарки был объявлен обладатель Премии Credit Suisse и Cosmoscow для молодых художников, вручаемой в четвертый раз, – им стал российский художник Игорь Самолет. В юбилейный для ММОМА год, он был назван «Музеем года» и в рамках программы пополнения музейных коллекций Фонд Cosmoscow приобрел для него работу Ильи Долгова «Риф» для передачи в дар. Другими победителями ежегоднодных программ Фонда Cosmoscow стали дуэт «МишМаш» – «Художник года», которые представили в рамках ярмарки «микроспективу» своего творчества, и ЦСИ «Заря» (Владивосток) – «Институция года», показавший на ярмарке работы тех художников и коллективов, чьи высказывания стали заметны благодаря деятельности Центра. Победителем гранта Ruinart Art Patronat стала Марии Агереева с работой "Passing".  
8-я Международная ярмарка Cosmoscow вновь прошла в Гостином дворе. Даты проведения: с 11 по 13 сентября. Несмотря на пандемию, мероприятие состоялось и в общей сложности его посетило 9 600 человек – максимальное возможное количество с учетом ограничений Роспотребнадзора. Ярмарка впервые прошла в гибридном формате – одновременно с событием в Гостином дворе, проходила онлайн-версия с расширенным составом участников и увеличенным сроком проведения. «Лучшим стендом» был назван стенд галереи JART. Впервые был представлен коллективный стенд Created in Moscow, созданный при поддержке Департамента предпринимательства и инновационного развития города Москвы, оказал существенную поддержку столичным галереям, которые смогли представить работы своих художников бесплатно. «Художник года» Павел Отдельнов создал новый проект «А геолокацию можно? Выбери сам», «Институция года» Cosmoscow 2020 – Железногорский Центр Современного Искусства – на ярмарке была представлена проектами сообщества «Цикорий», а музей современного искусства «Гараж» – «Музей года» Cosmoscow 2020 – представил на ярмарке стенд, посвященный одной из частей своей коллекции – крупнейшего в мире архива по истории российского современного искусства. Также была представлена инсталляция «Живой уголок» Марго Трушиной, победительницы гранта Ruinart Art Patronat. Параллельная программа ярмарки стартовала с открытия проекта "The Becoming" Павла Сельдимирова, победителя нового конкурса Audi Born-Digital Award, который был запущен Фондом Cosmoscow и компанией Audi для развития цифрового искусства в России.
9-й выпуск Cosmoscow должен был пройти в Гостином дворе с 10 по 12 сентября, но из-за продления работы одного из крупнейших в России центров вакцинации ярмарка была перенесена в Центральный Манеж и прошла c 18 по 20 сентября 2021 года. В общей сложности Cosmoscow 2021 посетило 15 000 человек. Мероприятие было проведено в формате COVID-free, вход осуществлялся по сеансам с фиксированным временем входа. Свои стенды на ярмарке представили 82 галереи (с учетом участников стенда Created in Moscow) – рекордное количество участников с самой широкой географией в истории Cosmoscow. Ярмарка вновь прошла в «гибридном формате» – параллельно шли онлайн и офлайн версии. Премию «Лучший стенд» получила московская галерея «сцена/szena». Совместно с ярмаркой цифрового искусства CADAF (Нью-Йорк) была представлена новая курированная секция цифрового NFT-искусства, в которой приняли участие digital-работы, преобразованные в NFT-арт-объекты специально для ярмарки. «Художник года» Ирина Корина представила новую инсталляцию «Рэзл-дэзл», которая представляет собой противоречивое и изменчивое пространство; «Институция года» арт-резиденция «Выкса» провела презентацию, посвященную новому зданию, художникам-участникам разных лет, а также конференции о практиках гостеприимства; «Музей года» Мультимедиа Арт Музей, Москва, отметивший 25-летний юбилей, представил стенд с работами, закупленными Фондом Cosmoscow. Победитель Ruinart Art Patronat Миша Бурый представил новую работу в рамках серии "Clot”, затрагивающей темы экологии, общественной организации и потребительской культуры. Как и другие свои произведения, художник создал ее из остатков от рекламного, типографского и других производств.
10-й выпуск ярмарки прошла с 15 по 17 сентября 2022 года в Гостином дворе.